# Агильяр, Жозе
Жозе Антонио Агильяр Гомес (исп. José Antonio Aguilar Gómez; род. 11 октября 1989, Тарраса, Каталония) — испанский футболист, нападающий. Лучший бомбардир чемпионата Андорры сезона 2015/16.

## Биография
Начал карьеру футболиста в 2007 году в восемнадцатилетнем возрасте в испанской команде «Террасса». В составе которой дебютировал 2 декабря 2007 года в матче Сегунды Б против «Бадалоны» (0:1). Всего в составе «Террассы» он провёл 7 игр. В августе 2013 года провёл одну игру за клуб «Серданьола», в котором забил гол, в четвёртом по значимости дивизионе Испании.
В сезоне 2013/14 Агильяр выступал за андоррскую команду «Сан-Жулиа». Вместе с командой стал бронзовым призёром чемпионата и победителем Кубка Андорры. В финале Кубка Агильяр забил гол в ворота «Лузитанса» и помог своей команде добыть победу со счётом (2:1).
Летом 2014 года испанец перешёл в «Лузитанс». В первом же сезоне в новой команде Агильяр с 10 забитыми голами в 17 играх стал лучшим бомбардиром своей команды в чемпионате Андорры вместе с Бруниньо. «Лузитанс» же по итогам турнира завоевал серебряные медали турнира, уступив лишь «Санта-Коломе». В июле 2015 года дебютировал в еврокубках, сыграв в двух матчах против английского «Вест Хэм Юнайтед» в рамках первого квалификационного раунда Лиги Европы. По итогам двухматчевого противостояния андоррцы уступили со счётом (0:4). В сезоне 2015/16 Агильяр и Виктор Бернат из «Унио Эспортива Санта-Колома» забили по 12 голов в Примера дивизио и разделили звание лучшего бомбардира турнира. «Лузитанс» вновь завоевал серебряные медали и вновь получил путёвку в еврокубки. В июне 2016 года Агильяр вместе с одноклубником Педро Муньозом стал победителем турнира Неон по теннисному футболу. На этот раз в квалификации Лиги Европы команда уступила словенскому «Домжале» (2:5 по сумме двух встреч).
В начале 2017 года Агильяр перешёл в команду «Андорра», которая выступает в Примере Каталонии. В составе команды дебютировал 14 января 2017 года в матче против «Сантса» (0:1). В своей третьей игре за «Андорру» против «Масноу» Агильяр забил единственный гол во встрече и принёс своей команде победу с минимальным счётом (1:0). По итогам сезона команда заняла третье место в турнире.
Летом 2017 года перешёл в «Интер» из Эскальдеса. В следующем сезоне присоединился к клубу «Сан-Жулиа», за который уже выступал ранее. В составе команды участвовал двух матчах квалификации Лиги Европы. По ходу сезона команда завоевала Суперкубок Андорры и заняла второе место в чемпионате, после чего Агильяр покинул клуб.

## Достижения
«Сан-Жулиа»
- Серебряный призёр чемпионата Андорры: 2018/19
- Бронзовый призёр чемпионата Андорры: 2013/14
- Обладатель Кубка Андорры: 2014
- Обладатель Суперкубок Андорры: 2018

«Лузитанс»
- Серебряный призёр чемпионата Андорры (2): 2014/15, 2015/16
- Лучший бомбардир чемпионата Андорры: 2015/16